# Bron Breakker
Bronson Rechsteiner, meglio conosciuto con il ring name Bron Breakker (Woodstock, 24 ottobre 1997), è un wrestler ed ex giocatore di football americano statunitense sotto contratto con la WWE.
È un wrestler di seconda generazione, in quanto figlio di Rick Steiner e nipote di Scott Steiner.
In WWE ha inoltre vinto due volte l'NXT Championship, una volta l'NXT Tag Team Championship (con Baron Corbin) e due volte l'Intercontinental Championship.

## Biografia
Frequentò la Georgia's Kennesaw State University tra il 2015 e il 2019, laureandosi in criminologia. Nell'aprile del 2020 ha firmato un contratto con i Baltimore Ravens della NFL, ma dopo aver partecipato alla pre season fu svincolato.

## Carriera

### WWE (2021–presente)

#### NXT (2021-2024)
Debuttò l'8 ottobre 2020 all'evento WrestleJam 8, dove sconfisse Jamie Hall e l'11 febbraio 2021 firmò un contratto con la WWE e venne inviato al Performance Center di Orlando per affinare le sue abilità. La sua prima apparizione avvenne il 16 maggio, a WrestleMania Backlash, durante il Lumberjack match tra Damian Priest e The Miz, interpretando uno degli zombie a bordo ring.
Nella puntata di NXT 2.0 del 14 settembre 2021 cambiò ring name in "Bron Breakker" e sconfisse LA Knight, presentandosi poi al termine della serata dinanzi all'NXT Champion Tommaso Ciampa per sfidarlo, ma il 26 ottobre, ad NXT Halloween Havoc, fu sconfitto. Il 5 dicembre, a  NXT WarGames, fece squadra con Carmelo Hayes, Grayson Waller e Tony D'Angelo nel WarGames match, sconfiggendo il team composto da Johnny Gargano, LA Knight, Pete Dunne e Tommaso Ciampa, schienando proprio quest'ultimo e guadagnandosi quindi un'altra opportunità titolata.
Il 4 gennaio, nella puntata speciale NXT New Year's Evil, trionfò su Tommaso Ciampa conquistando l'NXT Championship. Nella puntata speciale NXT Roadblock dell'8 marzo perse il titolo a favore di Dolph Ziggler in un triple threat match che comprendeva anche Tommaso Ciampa dopo 63 giorni di regno. Il 2 aprile, a NXT Stand & Deliver, tentò l'assalto al titolo senza successo, ma nel rematch del 4 aprile a Raw, riuscì a riconquistare il titolo.
Nella puntata speciale NXT Spring Breakin' del 3 maggio conservò la cintura contro Joe Gacy. Il 4 giugno, a NXT In Your House, conservò nuovamente il titolo di NXT contro Joe Gacy. Nella puntata di NXT 2.0 del 14 giugno sconfisse Duke Hudson in pochissimi minuti mantenendo l'NXT Championship. Il 5 luglio, nella puntata speciale NXT The Great American Bash, mantenne il titolo contro Cameron Grimes ma nel finale venne attaccato da JD McDonagh, che riuscì poi a battere nel match titolato della puntata speciale NXT Heatwave del 16 agosto.
Il 4 settembre, a NXT Worlds Collide, prevalse su Tyler Bate unificando l'NXT United Kingdom Championship con l'NXT Championship. Il 22 ottobre, ad NXT Halloween Havoc, conservò il titolo contro JD McDonagh e Il'ja Dragunov. Nella puntata di NXT del 1º novembre Breakker e l'NXT North American Champion Wes Lee affrontarono i Pretty Deadly per l'NXT Tag Team Championship ma vennero sconfitti a causa dell'intervento di Carmelo Hayes. Nella puntata speciale NXT New Year's Evil del 10 gennaio 2023 Breakker conservò il titolo contro Grayson Waller per count-out dopo la rottura della seconda corda del ring (su cui era posato lo stesso Waller). La faida con Waller proseguì nelle settimane successive e culminò a NXT Vengeance Day, dove Breakker riuscì a mantenere il titolo al termine di uno steel cage match. Il 1º aprile, a NXT Stand & Deliver perse il titolo contro Carmelo Hayes dopo un lungo regno di 362 giorni. Il 28 maggio, ad NXT Battleground, ebbe una nuova opportunità per il titolo, ma Hayes riuscì a mantenere la cintura.
Nell'episodio di NXT del 13 giugno sfidò Seth Rollins per il World Heavyweight Championship, ma la settimana successiva fu Rollins a prevalere. Il 30 settembre, a NXT No Mercy, venne sconfitto da Baron Corbin a causa dell'intervento di Mr. Stone. Nella puntata di NXT del 9 gennaio fece coppia con Baron Corbin partecipando al Dusty Rhodes Tag Team Classic e i due sconfissero il Gallus (Mark Coffey e Wolfgang) nel primo turno e, due settimane dopo, anche Axiom e Nathan Frazer nelle semifinali.
Il 27 gennaio a Royal Rumble, partecipò all'omonimo incontro entrando col numero 20 ma venne eliminato da Dominik Mysterio dopo aver effettuato quattro eliminazioni.
Il 4 febbraio, ad NXT Vengeance Day, Breakker e Corbin vinsero il Dusty Rhodes Tag Team Classic sconfiggendo in finale Carmelo Hayes e Trick Williams. Il 13 febbraio, ad NXT, Corbin e Breakker vinsero l'NXT Tag Team Championship sconfiggendo Tony D'Angelo e Channing "Stacks" Lorenzo.

#### Main roster (2024-presente)
Nella puntata di SmackDown del 16 febbraio, apparve alla presenza del general manager Nick Aldis per firmare un contratto con lo show blu passando ufficialmente nel main roster. Debuttò la settimana successiva, sconfiggendo in pochi minuti Dante Chen. Ancora impegnato nella categoria di coppia ad NXT insieme a Baron Corbin, i due difesero le cinture con successo il 6 aprile ad NXT Stand & Deliver contro Nathan Frazer ed Axiom, salvo poi perderle quattro giorni più tardi sempre contro Frazer ed Axiom, dopo 56 giorni di regno. Il 12 aprile, sconfisse in pochissimo tempo Cameron Grimes.
Il 26 aprile successivo, grazie al draft venne spostato nel roster di Raw. Dopo aver ottenuto un paio di vittorie contro lottatori di poco conto, la prima vera faida la intraprese contro Ricochet che terminò nella puntata del 10 giugno quando, dopo un attacco nel backstage, mandò il rivale in ospedale (kayfabe).
Dopodiché, intraprese una faida contro Sami Zayn per il suo WWE Intercontinental Championship sfidandolo a Money in the Bank, dove però subì la prima sconfitta dal suo arrivo nel main roster. La faida tra i due proseguì e nella puntata di Raw successiva all'evento, i due tennero un promo con Breakker che attaccò Zayn più e più volte nonostante l'intervento degli arbitri, dei dirigenti ed anche di Il'ja Dragunov, chiedendo una rivincita per il titolo. Più tardi nella puntata, Dragunov e Breakker si affrontarono ma l'incontro terminò in squalifica a causa di quest'utlimo che attaccò con una sedia lo sfidante, prima di venire aiutato da Zayn che però ebbe vita breve anche lui venendo nuovamente attaccato da Breakker. La settimana successiva, Breakker interferì nel match tra Dragunov ed il campione, mettendolo fuori gioco di nuovo. Il 22 luglio a Raw, Breakker affrontò ancora una volta Dragunov in un match valido per diventare il primo sfidante al titolo intercontinentale, con Breakker che inferì una spear al di fuori del ring che costringerà l'arbitro a chiamare il KO tecnico. Il 3 agosto a SummerSlam, riuscì a sconfiggere nella rivincita Sami Zayn vincendo il suo primo titolo nel main roster. Perse il titolo dopo 51 giorni, nella puntata di Raw del 23 settembre, dove venne sconfitto da Jey Uso.
Nella puntata di Raw del 21 ottobre, riconquistò il titolo intercontinentale nella rivincita contro Jey Uso. Il 18 novembre difese il titolo contro Sheamus, il match è finito in no contest, dopo l'intervento di Ludwig Kaiser. A Survivor Series: WarGames difese la cintura con successo in un triple threat match contro Sheamus e Ludwig Kaiser. Bron Breakker pres parte anche alla Royal Rumble dove ha compiuto tre eliminazioni prima di essere eliminato da Roman Reigns. Nella seconda notte di WrestleMania 41, Breakker ha perso il titolo intercontinentale ai danni di Dominik Mysterio in un fatal four way match con anche Penta e Finn Bálor, terminando il suo secondo regno di 181 giorni.
Nella punatata di Raw, post WrestleMania, Bron Breakker ha attaccato Roman Reigns e CM Punk alleandosi con Seth Rollins e il manager Paul Heyman. A Saturday Night's Main Event XXXIX in tag team con Rollins ha sconfitto Punk e Sami Zayn grazie anche al interferenza di Bronson Reed che si unisce alla alleanza.
Breakker prese parte al primo round del King of the Ring lottando in un fatal four-way match contro Dominik Mysterio, Penta e Sami Zayn, con quest'ultimo uscito vincitore.

## Personaggio

### Mosse finali
- Steiner Recliner (Camel clutch)[3]
- Gorilla press powerslam[2]
- Spear[57]

## Titoli e riconoscimenti
- Pro Wrestling Illustrated
  - 37° tra i 500 migliori wrestler singoli nella PWI 500 (2023)[58]
- WWE
  - NXT Championship (2)[59]
  - NXT Tag Team Championship (1) – con Baron Corbin[60]
  - WWE Intercontinental Championship (2)[61]
  - Dusty Rhodes Tag Team Classic (edizione 2024) – con Baron Corbin[62]
- Wrestling Observer Newsletter
  - Rookie of the Year (2022)[63]